# Arroyo de Abengibre
El arroyo de Abengibre, también llamado arroyo de la Ledaña, es un río invernal largo que atraviesa las provincias de Cuenca y de Albacete, siendo afluente del Júcar.

## Transcurso por la provincia de Cuenca
Este río o rambla nace en las cercanías del caserío Casa de Luján, en el municipio conquense de El Peral, en el paraje Capilla. A partir de aquí es llamado como el Arroyo de la Calera. Su dirección será siempre sureste. 
El río va por esa dirección, atravesando el caserío de Luján, y llega a los parajes de Vallejo del Toro, Hita Alta y La Calera, hasta entrar en el municipio de Iniesta, a la altura del caserío Casa de la Señorita. Aquí se adentra en los prados de Argañona, cerca del caserío del mismo nombre. Atraviesa dichos prados y se adentra en el paraje las Hoces, donde atraviesa pequeños bosques y formando pequeños meandros. Después, sale del paraje y entra en un campo lleno de viñas, cerca de los caseríos Casilla de Joya y del Sorda, atravesando los parajes de la Hoya de Galgo y Senda de la Leonarda.
El arroyo pasa por debajo de la carretera autonómica CM-311 y después atraviesa el paraje de Cañada de Carrascal, donde aquí cambia el nombre del río, con igual nombre que el paraje que atraviesa. Llega al caserío de Don Amalio de los Cucos, para pasar por debajo de la carretera autonómica CM-3116. Desde aquí se empieza a llamar Cañada del Lavajo Nuevo, y empieza atravesar los parajes de Hoya de las Bolas, Peña del Mayal, los Torrejones y Rehoyo de Saavedra, donde entra en el municipio de Ledaña. 
Atraviesa el paraje de Cañada de Lavajo Nuevo, y llegando al caserío Corral de Torres, desemboca su primer afluente, el arroyo de Robles. Llega al paraje Cueva de los Ojos, y después, a la capital del municipio donde está; aquí desemboca la Cañadilla de Cantarranas, en una especie de meandro en forma de m. Atraviesa Los Barranquillos, hasta salir del municipio de Ledaña, y también de la provincia de Cuenca, a la que entra en la de Albacete, por el municipio de Cenizate.

## Transcurso por la provincia de Albacete
Atraviesa el paraje de El Hocinillo y después la Loma de las Víboras, donde forma unos meandros, al norte de la capital de Cenizate, a la que después, llega a dicho núcleo. Desde el pueblo, ya empiezan los meandros del río seco donde cambia de nombre a Cañada del Cardeal, situándose entre los caseríos de Casas del Tejar y Casa Serrano. Es aquí, donde más allá, se adentra en el municipio de Fuentealbilla. 
Empieza atravesar un montón de parajes como Pocicos de Cebrián y Huerta del Cura, pasando por debajo de las ruinas de un antiguo viaducto ferroviario. El río pasa delante de una zona de acampada y, después, entra en el pequeño paraje de El Hoyo. A continuación pasa por debajo de la carretera nacional N-322, donde casi al mismo lugar, desemboca la rambla de Valladares. Y a partir de aquí, empieza a llamarse como la Rambla de Carboneras. 
La rambla atraviesa un pequeño desfiladero a la altura del paraje montañoso de Sierra de las Carboneras. El río sigue dirección norte, atravesando los parajes de la Campuzana y las Carboneras, llegando al Caserío Molar de Arriba, donde entra en el municipio de Abengibre, donde el arroyo cambia su nombre a Arroyo de Abengibre. 
Atraviesa todo el municipio de norte a sur pasando al lado de la villa. Atraviesa los parajes de Barranco Romero, El Pozuelo, la Fuensanta, El Medianil, Barranco del Cura, Huertos de Castañas, La Cañada y Peñasco Colorado; llegando al paraje de Los Rulos donde se adentra en el municipio de Jorquera, hasta llegar a la villa capital, y desemboca en el río Júcar.